# Albert Costa (racerförare)
För tennisspelaren, se Albert Costa.
Albert Costa Balboa, född 2 maj 1990 i Barcelona, är en spansk racerförare.

## Racingkarriär
Albert Costa tävlade i karting i tre år innan han gick över till formelbilsracing 2007. 2009 vann han både Formula Renault 2.0 Eurocup och Formula Renault 2.0 West European Cup för Epsilon Euskadi, som han även tävlade för i Formula Renault 3.5 Series under 2010. Den säsongen slutade han på femte plats, efter bland annat tre pallplatser.
Till säsongen 2011 bytte Epsilon Euskadi namn till EPIC Racing, men Costa stannade kvar och tävlar i teamet tillsammans med Sten Pentus.
| År                                               | Klass/Mästerskap                               | Team                       | Bil                        | Totalt/poäng   | Bästa placering                |
| ------------------------------------------------ | ---------------------------------------------- | -------------------------- | -------------------------- | -------------- | ------------------------------ |
| 2007                                             | Brittiska F3-mästerskapet (nationella klassen) | Räikkönen Robertson Racing | Dallara F304 (Mugen Honda) | 11:a/33p       | 4:a på Bucharest Ring (Race 1) |
| 2008                                             | Formula Renault 2.0 West European Cup          | Epsilon Euskadi            | Tatuus FR2000 (Renault)    | 5:a/85p        | Tre andraplatser               |
| 2008                                             | Formula Renault 2.0 Eurocup                    | Epsilon Euskadi            | Tatuus FR2000 (Renault)    | 8:a/35p        | Två fjärdeplatser              |
| 2009                                             | Formula Renault 2.0 West European Cup          | Epsilon Euskadi            | Tatuus FR2000 (Renault)    | 1:a/173p       | Åtta segrar                    |
| 2009                                             | Formula Renault 2.0 Eurocup                    | Epsilon Euskadi            | Tatuus FR2000 (Renault)    | 1:a/138p       | Fyra segrar                    |
| 2010                                             | Formula Renault 3.5 Series                     | Epsilon Euskadi            | Dallara FR35 (Renault)     | 5:a/78p        | Två andraplatser               |
| 2011                                             | Formula Renault 3.5 Series                     | EPIC Racing                | Dallara GMP (Nissan VQ35)  | säsongen pågår | säsongen pågår                 |
| Senast uppdaterad: 2011-05-25 (4970 dagar sedan) |                                                |                            |                            |                |                                |